# 108 Hecuba
108 Hecuba är en asteroid upptäckt 2 april 1869 av den tyske astronomen R. Luther i Düsseldorf. Asteroiden har fått sitt namn efter Hecuba inom grekisk mytologi.
Den tillhör asteroidgruppen Hygiea.